# The Brightest Light
The Brightest Light es el undécimo álbum de estudio de la banda británica de rock gótico The Mission, publicado en el 2013 por SPV Records a través de su filial Oblivion. Tras su publicación recibió una variedad de críticas entre ellas las que realizó el sitio Allmusic, que destacaron lo bien escrito y la buena ejecución de sus canciones. Por otro lado J.C. Maçek III de la revista PopMatters mencionó que no es el álbum perfecto de la banda, pero que demostraba que el rock gótico aún vive.

## Lista de canciones
Todas las canciones escritas por Wayne Hussey, a menos que se indique lo contrario.

| N.º | Título                                                       | Escritor(es)           | Duración |  |
| 1.  | «Black Cat Bone»                                             |                        | 8:06     |  |
| 2.  | «Everything But the Squeal»                                  |                        | 4:56     |  |
| 3.  | «Sometimes the Brightest Light Comes from the Darkest Place» |                        | 5:28     |  |
| 4.  | «Drag»                                                       |                        | 2:54     |  |
| 5.  | «Born Under a Good Sign»                                     |                        | 4:14     |  |
| 6.  | «The Girl in a Furskin Rug»                                  |                        | 3:49     |  |
| 7.  | «When the Trap Clicks Shut Behind Us»                        |                        | 4:47     |  |
| 8.  | «Ain't No Prayer in the Bible Can Save Me Now»               |                        | 5:15     |  |
| 9.  | «Just Another Pawn in Your Game»                             |                        | 3:47     |  |
| 10. | «From the Oyster Comes the Pearl»                            |                        | 5:13     |  |
| 11. | «Swan Song»                                                  | Hussey, David M. Allen | 7:06     |  |
| 12. | «Litany for the Faithful»                                    |                        | 7:11     |  |

## Músicos
- Wayne Hussey: voz y guitarra rítmica
- Craig Adams: bajo
- Simon Hinkler: guitarra líder y teclados
- Mike Kelly: batería